# Escut de Santa Maria de Merlès

Escut oficial de Santa Maria de Merlès

L'escut oficial de Santa Maria de Merlès té el següent blasonament:
Escut caironat: de gules, una banda d'or carregada de 3 merles de sable. Per timbre una corona mural de poble.

## Història
Va ser aprovat el 13 de maig de 1992 i publicat al DOGC el 25 del mateix mes amb el número 1598.
Les tres merles són un senyal parlant al·lusiu al nom del poble. Les merles dins la banda d'or sobre camper de gules són les armes dels Merlès, senyors del castell de la localitat.